# 悟真寺 (豊橋市)
悟真寺（ごしんじ）は、愛知県豊橋市にある浄土宗の仏教寺院。

## 概要
山号は孤峰山。院号は浄業院。寺紋は三つ葉葵。本尊は阿弥陀三尊立像（恵心僧都源信作）。
龍拈寺・神宮寺と共に吉田三ヶ寺の一つとされる。

## 歴史

### 開山
開山は南北朝時代の正平21年 / 貞治5年（1366年）で法然の浄土宗藤田派4代唱名の高弟の善忠寂翁である。称名の法を広めるため関八州より海道を上り三州今橋（愛知県豊橋市今橋町）にて奇瑞があったという。そこに悟真寺を建立した。そこは後に吉田城三ノ丸となる。そして、京へ上洛し、後光厳天皇より勅願寺の綸旨と60貫の寺領を賜った。

### 現在地へ移転
天正18年（1590年）、関白豊臣秀吉の命で三河国吉田城に池田照政（後に輝政と改名）が入った。照政は城郭の拡張整備のため、当寺院を関屋（せきや）の現在地へ移転させ、跡地を城郭へ組み込んだ。文禄3年（1594年）、照政は、太閤豊臣秀吉の仲介によって徳川家康の娘の督姫と結ばれる。

### 近世の隆盛
慶長7年（1602年）、家康より当寺は朱印80石を受ける。翌年、徳川家康は京の朝廷より征夷大将軍の宣下を受ける。
吉田三ヶ寺に数えられ、龍拈寺（曹洞宗）・神宮寺（天台宗）とともに三河吉田藩では代表する寺院であった。寺紋は将軍家の葵の御紋を使用。将軍の宿泊所としても用いられ、朝鮮通信使の宿舎にもなった。1719年に派遣された通信使である申維韓の日記『海游録』には、「孤峰山の悟真寺に館す。寺は、壮麗にして方塘があり、花卉が鬱然としている。」とある。
元和年間に後水尾天皇へ納豆（糸引き納豆ではない）を献上。「ひく汐に わたりかかれば 三河なる 浜名は落ちて ここは八橋」との御製を賜る。
元和元年以後、京の知恩院の直末となり宗派の名僧を住持とした。後は関八州の将軍家菩提寺の芝の増上寺の秀僧を招いた。

### 近代以後
慶応4年（明治元年、1868年）の4月から6月まで三河裁判所が置かれた。総督は公家の平松甲斐権介時厚。三河裁判所は三河国・遠江国・駿河国の3か国のかつての幕府天領を管轄下にした。
明治2年（1869年）、三河吉田藩の藩名は伊予吉田藩（愛媛県宇和島市吉田町）と紛らわしいと明治政府から改名の命が下り、候補として「豊橋・関屋・今橋」を提出した。新政府は「豊橋」を選び、豊橋藩と成った。なお、当寺の所在地は愛知県豊橋市関屋町である。明治6年（1873年）には小学校に用いられた。明治11年（1878年）10月30日明治帝行幸の行在所（あんざいしょ）と成り、本堂前に聖蹟（せいせき）の立て看板がある。
日露戦争の時は俘虜収容所として用いられた。
昭和20年（1945年）6月、豊橋空襲に遭い、すべて炎上した。ただし、源信作の寺伝をもつ本尊は愛知県豊川市赤坂町の長福寺へ疎開していたため無事であった。
終戦後、本堂など再建。また、学校法人悟真寺幼稚園（当初は月影保育園として開園）も持つようになった。

## 所在地
- 愛知県豊橋市関屋町212番地

## 交通アクセス
- 豊橋鉄道東田本線 札木停留場南西。